# Kościół Najświętszej Maryi Panny Królowej Polski w Mędrzechowie
Kościół Najświętszej Maryi Panny Królowej Polski w Mędrzechowie – rzymskokatolicki kościół parafialny należący do parafii pod tym samym wezwaniem (dekanat Szczucin diecezji tarnowskiej).

## Historia
Świątynia została wzniesiona w 1844 roku jako kaplica dworska pod wezwaniem Niepokalanego Poczęcia Najświętszej Maryi Panny i ufundowana przez Adama i Zofię Potockich. W 1917 roku kaplica została przekształcona przez dobudowanie prezbiterium i korpusu nawowego według projektu architekta Edwarda Okonia, pod nadzorem Józefa Abratańskiego z Wiślicy. Ostatnią większą pracą budowlaną przy świątyni była budowa wieży, którą rozpoczęto w 1937 roku, natomiast ukończono już po zakończeniu II wojny światowej w 1948 roku.

## Architektura i wyposażenie
Jest to budowla eklektyczna, wzniesiona z cegły i otynkowana. Trójnawowa, bazylikowa, posiada prezbiterium zamknięte trójbocznie, z dwiema dobudówkami zakrystyjnymi z lewej i prawej strony. Częścią wschodnią korpusu jest dawna kaplica z 1844 roku, sprawiająca wrażenie transeptu. Od strony wschodniej dobudowana jest do niej kwadratowa wieża z otwartym przedsionkiem w przyziemiu, nakryta bezstylowym dachem hełmowym z latarnią. Na zewnątrz w południowej ścianie dawnej kaplicy znajdują się otwarte przedsionki z arkadami filarowymi, kaplica z obu stron zwieńczona jest trójkątnymi szczytami. Wnętrze świątyni nakryte jest pozornymi sklepieniami. Prezbiterium, nawę główną i dawną kaplicę nakrywają dachy dwuspadowe, natomiast nawy boczne dachy pulpitowe. Nad nawą główną jest umieszczona wieżyczka na sygnaturkę z latarnią. Wcześniejsza polichromia wnętrza o motywach figuralnych i ornamentalnych, malowana w 1951 roku przez Juliana Krupskiego przy współpracy Jakuba Beresia, została zastąpiona polichromią wykonaną przez Jerzego Lubańskiego w 1989 roku. W oknach są umieszczone witraże figuralne, wykonane w latach 1935-36 w krakowskim Zakładzie Witrażów Żeleńskiego.
Neoromański ołtarz główny został wykonany przez Jana Brudnego z Tarnowa w 1921 roku. Znajduje się w nim obraz Matki Bożej Częstochowskiej, namalowany przez Czesława Lenczowskiego. Dwa ołtarze boczne w stylu neobarokowym z 1922 roku zostały również wykonane przez Jana Brudnego. W lewym ołtarzu znajduje się obraz Matki Bożej Niepokalanie Poczętej, pochodzący z kaplicy dworskiej, w prawym jest umieszczona rzeźba Serca Pana Jezus oraz obraz Jezu Ufam Tobie na zasłonie. Trzeci ołtarz boczny powstał w stylu neogotyckim na przełomie XIX/XX wieku, jest umieszczona w nim rzeźba Najświętszej Maryi Panny Niepokalanie Poczętej, z tego samego okresu. Organy 13-głosowe, powstały w 1992 roku w warszawskim zakładzie Włodzimierza Truszczyńskiego. Świątynia posiada trzy dzwony, odlane w przemyskiej Odlewni dzwonów Felczyńskich, najstarszy nosi imię Maria i powstał w 1931 roku, dwa kolejne o imionach Stanisław i Marcin powstały w 1992 roku.